# Gaehwa-dong
Gaehwa-dong là một dong, phường của Gangseo-gu ở Seoul, Hàn Quốc. Là một dong pháp lý (법정동) quản lý dưới dong hành chính (행정동), Banghwa 2-dong.

## Nhân vật nổi tiếng
- Jeong Hyeong-don,[2] Comedian

## Liên kết
- Trang chính thức Gangseo-gu[liên kết hỏng]
- (tiếng Hàn) Bản đồ Gangseo-gu Lưu trữ ngày 30 tháng 10 năm 2004 tại Wayback Machine tại trang chính thức Gangseo-gu
- (tiếng Hàn) Văn phòng dân cư quận Gangseo-gu Lưu trữ ngày 4 tháng 12 năm 2012 tại archive.today